# Scolopia braunii
Scolopia braunii är en videväxtart som först beskrevs av Johann Friedrich Klotzsch, och fick sitt nu gällande namn av Herman Otto Sleumer. Scolopia braunii ingår i släktet Scolopia och familjen videväxter. Inga underarter finns listade i Catalogue of Life.

## Bildgalleri

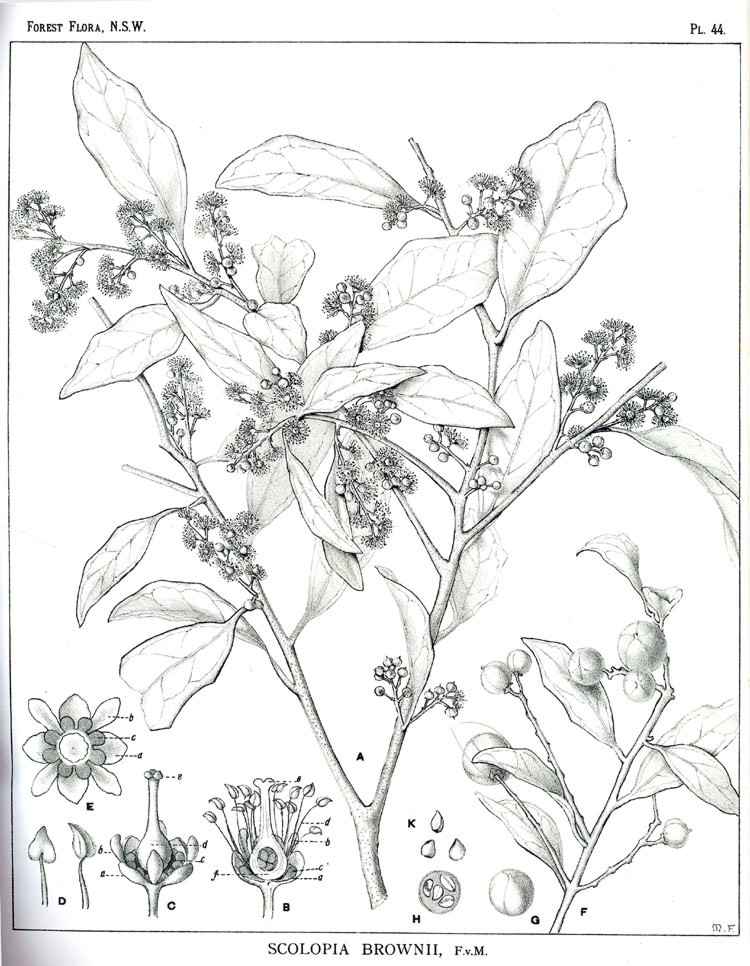